# Matwiej Pogriebinski
Matwiej Samojłowicz Pogriebinski (ros. Матве́й Само́йлович Погреби́нский, ur. 1895 w Biłyliwce w guberni połtawskiej, zm. 4 kwietnia 1937 w Gorkim) – funkcjonariusz radzieckich służb specjalnych, komisarz bezpieczeństwa państwowego III rangi.

## Życiorys
Urodzony w rodzinie żydowskiej, w latach 1909–1911 uczeń szkoły miejskiej w Łubniach, pracował w sklepie manufakturowym, od maja 1915 do listopada 1917 w armii. Od listopada 1917 do stycznia 1918 na leczeniu, później pracował jako drwal i ładowacz. 
Od sierpnia 1919 w Armii Czerwonej, od lipca do listopada 1920 komendant szpitala wojskowego w Tiumeni, od 5 maja 1924 funkcjonariusz OGPU ZSRR, od 1 lutego do 4 września 1929 pomocnik szefa Wydziału Specjalnego Moskiewskiego Okręgu Wojskowego, później w rezerwie, od 8 stycznia 1930 do 18 sierpnia 1931 szef baszkirskiego obwodowego oddziału GPU/przewodniczący GPU Baszkirskiej ASRR. Od 18 sierpnia 1931 do 25 lipca 1933 pełnomocny przedstawiciel OGPU Baszkirskiej ASRR, od 25 lipca 1933 do 10 lipca 1934 pełnomocny przedstawiciel OGPU Kraju Gorkowskiego (obecnie obwód niżnonowogrodzki), od 15 lipca 1934 do 16 lutego 1937 szef Zarządu NKWD Kraju Gorkowskiego, od 29 listopada 1935 komisarz bezpieczeństwa państwowego 3 rangi, od 16 lutego do 4 kwietnia 1937 szef Zarządu NKWD obwodu gorkowskiego. 
Popełnił samobójstwo (zastrzelił się).

## Odznaczenia
- Order Czerwonego Sztandaru (20 grudnia 1932)
- Order Czerwonej Gwiazdy (11 czerwca 1935)
- Odznaka „Honorowy Funkcjonariusz Czeki/GPU (V)”
- Odznaka „Honorowy Funkcjonariusz Czeki/GPU (XV)” (30 grudnia 1932)
- Odznaka „Honorowy Funkcjonariusz Milicji Robotniczo-Chłopskiej” (16 grudnia 1933)